# بوتاموتشي
بوتاموتشي (باليابانيَّة: ぼたもち أو 牡丹餅) هي حلوى يابانيَّة تقليديَّة، تًصنع من الأرُزّ الحُلو، ومن هريس فاصولياء الأزوكي الحُلوة (الفاصولياء الحمراء). يتمّ إعدادها بنقع الأرُزّ في الماء لمدَّة ستّ ساعات، يُطبَخ الأرزّ بعدها، ثُمَّ يُشكُّل الأرزّ على شكل كُرات، ومن حولها عجينة سميكة من فاصولياء الأزوكي.
هناك حلوى أخرى شبيهة جدّاً بهذه الحلوى تُدعى «أوهاغي» (باليابانيَّة: おはぎ) ولكنّها تختلف عنها اختلافاً طفيفاً في تركيبتها. تُصنعُ حلوى «أوهاغي» عادةً في فصل الخريف، المشترك بين الوصفات المختلفة لهذين النّوعين من الحلوى هو ضرورة غمس غلاف هريس فاصولياء الأزوكي بدقيق الصّويا. يعود الاختلاف في تسمية هذين النّوعين من الحلوى إلى النباتات الّتي يُعبِّر عنها اسم كلّ نوع، فالبوتاموتشي يتكوَّن من الكلمتين: بوتا وموتشي، فكلمة «بوتا» تعني نبات عود الصَّليب (الفاوانيا)، الّتي تُزهر في فضل الربيع، وأمّا «أوهاغي» فتشير إلى نبات «هاغي» وهي نبتة ليسبيديزا الّتي تُزهر في الخريف.
بوتاموتشي هو الاسم الحديث للطّبق اليابانيّ القديم «كايموتشي» (باليابانيَّة: かいもち) المذكور في قصص «أوجي شوي مونغاتاري» (باليابانيَّة: 宇治拾遺物語) الّتي تعود إلى حقبة هييآن.